# Dryophiops philippina
Espèce
Statut de conservation UICN

 VU A4c : Vulnérable
Dryophiops philippina est une espèce de serpents de la famille des Colubridae.

## Répartition
Cette espèce est endémique des Philippines. Elle se rencontre sur les îles de Luçon, Mindoro et Sibuyan.

## Description
Dans sa description Boulenger indique que le spécimen en sa possession mesure 75 cm dont 25 cm pour la queue. Son dos est olive pâle ou brun pâle. Certaines écailles sont bordées de noir et sont tachetées de sombre. Sa tête et sa nuque présentent de grosses taches noires. Une rayure sombre traverse l’œil de chaque côté de la tête.

## Étymologie
Son nom d'espèce, philippina, fait référence au lieu de sa découverte.

## Publication originale
- Boulenger, 1896 : Catalogue of the snakes in the British Museum. London, Taylor & Francis, vol. 3, p. 1-727 (texte intégral).